# Flávia Oliveira
Flávia Maria Cardoso Oliveira (Río de Janeiro, 27 de octubre de 1981) es una ciclista profesional brasileña que reside en Littleton (Estados Unidos).
Participó en la prueba en ruta de los Juegos Olímpicos de Río de Janeiro 2016 donde quedó 7.ª (diploma olímpico y mejor puesto de un ciclista brasileño en esta disciplina).
 Mismo puesto que obtuvo en el Giro de Italia Femenino en el año anterior.
Ha militado en un gran número de diferentes equipos, aunque en 2010, a pesar de estar inscrita en el equipo profesional del Gauss RDZ Ormu, no pudo correr debido a un control antidopaje positivo descubierto a mediados del 2009. Denunció al fabricante del suplemento vitamínico y le fue levemente reducida su sanción de 2 años a 18 meses.
Ha destacado especialmente en el Giro de Italia Femenino con dos top-20.

## Trayectoria deportiva
Desde 2007 consiguió buenos puestos en el calendario amateur estadounidense, algunas de ellas dentro del USA Cycling National Racing Calendar, obteniendo algunas victorias. Ello la dio acceso a debutar como profesional en 2009 con el equipo italiano del S.C. Michela Fanini Record Rox en la que a pesar de su inexperiencia en pruebas profesionales (solo había disputado pruebas estadounidense profesionales aisladas) consiguió ser 14.ª en el Giro de Italia Femenino, 4.ª en el Tour Féminin en Limousin y 9.ª en La Route de France.
Sin embargo, un control antidopaje positivo descubierto a mediados del 2009 hizo que se perdiese la temporada 2010. Tuvo que empezar de nuevo en 2011 en un equipo amateur hasta que fue reclutada para disputar el Giro de Italia Femenino por el equipo italiano del Vaiano-Solaristech con el que acabó la temporada.
Las temporadas 2013, 2014 y 2015 fueron muy similares ya que disputó primero el calendario americano, mayoritariamente estadounidense, para después adentrarse en el calendario europeo, incluso con varios cambios de equipo. Durante esas temporadas obtuvo sus primeras victorias profesionales al hacerse con sendas etapas en la Vuelta a Costa Rica y en la Vuelta a El Salvador 2014. Además fue 7.ª en el Giro de Italia Femenino 2015 disputado con el equipo italiano Alé Cipollini.
Su mejor victoria la obtuvo en 2016 en la que, de nuevo tras varios cambios de equipo, ganó el Tour Cycliste Féminin International de l'Ardèche tras vencer en la cuarta etapa con final en el Mont Ventoux -además fue segunda en la etapa anterior: la tercera-; tras esa victoria se alzó con el liderato pudiéndolo mantener hasta el final. Esa carrera la corrió cedida con el Lares-Waowdeals que debido a ese resultado la fichó definitivamente para la temporada 2017. Un mes antes de esa victoria en Ardeche fue 7.ª en la prueba en ruta de los Juegos Olímpicos de Río de Janeiro 2016 siendo un hecho noticiable en su país al ser el mejor puesto de un ciclista brasileño en esa disciplina.

## Palmarés
2012
- 3.ª en el Campeonato de Brasil en Ruta

2013
- 3.ª en el Campeonato de Brasil en Ruta

2014
- 1 etapa de la Vuelta Femenina a Costa Rica
- 1 etapa de la Vuelta a El Salvador
- 2.ª en el Campeonato de Brasil en Ruta

2015
- 3.ª en el Campeonato de Brasil Contrarreloj
- 3.ª en el Campeonato de Brasil en Ruta

2016
- 1 etapa de la Vuelta Femenina a Costa Rica
- 3.ª en el Campeonato Panamericano en Ruta
- 1 etapa del Tour de Polonia Femenino
- Tour Cycliste Féminin International de l'Ardèche, más 1 etapa

2018
- 3.ª en el Campeonato de Brasil Contrarreloj
- Campeonato de Brasil en Ruta

2019
- 2.ª en el Campeonato de Brasil Contrarreloj
- 2.ª en el Campeonato de Brasil en Ruta

## Resultados en Grandes Vueltas y Campeonatos del Mundo
Durante su carrera deportiva ha conseguido los siguientes puestos en las Grandes Vueltas femeninas y en los Campeonatos del Mundo en carretera:
| Carrera         | 2009 | 2010 | 2011 | 2012 | 2013 | 2014 | 2015 | 2016 | 2017 |
| --------------- | ---- | ---- | ---- | ---- | ---- | ---- | ---- | ---- | ---- |
| Giro de Italia  | 14.ª | -    | 24.ª | -    | -    | 51.ª | 7.ª  | -    | -    |
| Tour de l'Aude  | -    | -    | X    | X    | X    | X    | X    | X    | X    |
| Grande Boucle   | -    | X    | X    | X    | X    | X    | X    | X    | X    |
| Mundial en Ruta | -    | -    | 48.ª | -    | -    | 25.ª | -    | -    | -    |

-: no participa

X: ediciones no celebradas

## Equipos
- S.C. Michela Fanini Record Rox (2009)
- Gauss RDZ Ormu (2010)
- Vaiano-Solaristech (2011)[12]
- Forno d'Asolo-Colavita (2012)
- GSD Gestion-Kallisto (2013)[13]
- Firefighters Upsala CK (2014)[14]
- Servetto-Footon (2014)[15][16]
- Alé Cipollini (2015)[17]
- Lensworld-Zanatta (2016)[18][19]
- Lares-Waowdeals Women Cycling Team (2017)
- Health Mate-Cyclelive Team (2018)[20]
- Memorial Santos (2019)[21]